# Caterina Volpicelli
Santa Caterina Volpicelli (Napoli, 21 gennaio 1839 – Napoli, 28 dicembre 1894) è stata una religiosa italiana, fondatrice della congregazione delle Ancelle del Sacro Cuore di Santa Caterina Volpicelli. È stata proclamata beata da Giovanni Paolo II nel 2001 e santa il 26 aprile 2009 da papa Benedetto XVI.

## Biografia
Caterina Volpicelli nasce a Napoli il 21 gennaio 1839 da Pietro e Teresa de Micheroux.
La sua famiglia apparteneva all'alta borghesia napoletana ed era di profonda fede cristiana. Dopo un'adolescenza trascorsa nell'amore per il teatro, la musica, lo studio delle lettere, in seguito a una forte crisi esistenziale cominciò a prendere coscienza di essere chiamata alla vita religiosa.
Ella dapprima ritenne che la sua vocazione fosse per la vita contemplativa, di cui fece esperienza, ma che dovette abbandonare per la sua gracile salute. Soprattutto padre Ludovico da Casoria l'aiutò a discernere che era chiamata a vivere i consigli evangelici "restando in mezzo alla società". Si dedicò allora con alcune collaboratrici alla diffusione dell'Apostolato della preghiera. Tramite Padre Ramière la Volpicelli venne a contatto con una fondazione francese che si proponeva le sue stesse finalità.
L'istituzione francese era aggregata alla nascente Congregazione dei Missionari del Sacro Cuore di Gesù di Jean Jules Chevalier. Era denominata "Terz'ordine del Sacro Cuore" ed era guidata da Louise-Thérèse de Montaignac.
L'arcivescovo di Napoli, Sisto Riario Sforza, avendo compreso che la nascente fondazione napoletana aveva una propria originalità nei confronti di quella della de Montaignac stabilì che le due istituzioni si separassero. Sempre nel 1874, la fondazione della Volpicelli ricevette l'approvazione dell'arcivescovo di Napoli e venne denominata Pia Unione delle Ancelle del Sacro Cuore.
Caterina avvertì l'esigenza che la sua opera avesse anche l'approvazione della Santa Sede.
L'originalità, la novità di forme della sua fondazione, che mirava ad essere riconosciuta come autentico istituto religioso, con professione pubblica dei voti, suscitarono non poche perplessità ed aperte ostilità, particolarmente nell'ambiente ecclesiastico romano. Le varie difficoltà vennero superate e nel mese di giugno del 1890 l'Istituto delle Ancelle del Sacro Cuore ottenne il Decreto di Lode da parte della Congregazione dei vescovi e regolari, senza che le sue forme innovative venissero modificate.
Caterina Volpicelli concluse la sua esistenza terrena il 28 dicembre 1894, lasciando in grande incertezza la giovane istituzione, che avrebbe avuto ancora bisogno della sua presenza carismatica.

## Il culto
Venne dichiarata venerabile il 25 marzo 1945 da papa Pio XII. Il 28 giugno 1999 Giovanni Paolo II promulgò il Decreto sul miracolo ottenuto per sua intercessione. Il 29 aprile 2001 lo stesso Papa l'ha proclamata beata. Il 6 dicembre 2008, papa Benedetto XVI ha firmato il decreto di riconoscimento di miracolo attribuito all'intercessione della donna, preludio alla canonizzazione.
È stata canonizzata in Piazza San Pietro a Roma il 26 aprile 2009 da papa Benedetto XVI.
Memoria liturgica il 22 gennaio.
A Napoli è stata recentemente apposta una targa commemorativa in Suo ricordo in Via Port'Alba dove nacque, in quanto religiosa che ha saputo valorizzare la figura femminile dando una svolta alla vita religiosa femminile.

## Il miracolo per la canonizzazione
Per la canonizzazione della beata Caterina Volpicelli la Chiesa cattolica ha ritenuto miracolosa la guarigione di Teresa Ruggiero, guarita nel 2002 da un'ulcera necrotica di origine diabetica.
Teresa, originaria di Meta di Sorrento, era affetta da più di vent'anni da diabete mellito di tipo 2, ed era in terapia insulinica. Nel 2002, all'età di ottantadue anni, le si formò un'ulcera necrotica, che si era infettata e le provocava dolori atroci. Il 21 aprile dello stesso anno, dopo aver invocato la beata Caterina, addormentatasi si svegliò guarita: l'ulcerazione, a causa della quale i medici avevano prospettato l'imminente amputazione, era scomparsa.
Il caso, dopo il processo diocesano, aperto dalla curia di Sorrento il 15 marzo 2004, fu sottoposto alla Congregazione per le Cause dei Santi che promulgò il decreto sul miracolo, dichiarando l'inspiegabilità della guarigione, rapida, completa e duratura.

## Opere
- Caterina Volpicelli, Caterina Volpicelli, ricordi degli anni passati in famiglia. 1839-1867, Napoli, Tip. Napoletana, 1895.
- Caterina Maria Volpicelli, Le " Memorie" ed altri scritti della giovinezza, a cura di Antonio Illibato, Napoli, Tip. Mattia Cirillo, 2001.